# Casa Verde
Casa Verde este un program din România pentru instalarea sistemelor de încălzire care utilizează energie regenerabilă, gestionat de Administrația Fondului pentru Mediu (AFM) și a avut, două sesiuni, una în 2010 și una în 2011.
În februarie 2011, Guvernul a decis finanțarea programului cu 300 milioane lei (credite de angajament) și 435,9 milioane lei (credite bugetare).
Până în octombrie 2011, au fost depuse aproximativ 23.000 de dosare.
În anul 2014, aproximativ 10.000 de dosare care fuseră depuse de către beneficiari în programul Casa Verde în anul 2011 erau în analiză.
În anul 2016, programul a fost lansat prin:
- „Casa Verde Clasic”, prin care AFM finanțează  sisteme de încălzire care utilizează energii regenerabile - buget: 60 milioane lei.[5]
- „Casa Verde Plus”, prin care sunt subvenționate termosisteme din materiale ecologice, sisteme de acoperișuri verzi, precum și sisteme de monitorizare și eficientizare a consumului de energie, apă și gaz - buget 45 milioane lei.[5]